# Transporte de mídia MPEG
MPEG media transport (MMT), especificado como ISO / IEC 23008-1 (MPEG-H Part 1), é um padrão de contêiner digital desenvolvido pelo Moving Picture Experts Group (MPEG) que oferece suporte a vídeo de High Efficiency Video Coding (HEVC). O MMT foi projetado para transferir dados usando a rede All-Internet Protocol (All-IP).

## História
Em abril de 2013, uma lista de requisitos foi divulgada para o MMT e os requisitos gerais declararam que o MMT deve ter vantagens claras quando comparado aos formatos de contêiner existentes e que deve ter baixas demandas computacionais. Também em abril de 2013 foi lançada uma lista de casos de uso para MMT que incluía a necessidade de suporte a conteúdo de vídeo Ultra HD, conteúdo de vídeo 3D, conteúdo interativo, conteúdo gerado pelo usuário, aplicativos que suportam apresentação em vários dispositivos, legendas, vídeo picture-in-picture e várias faixas de áudio. O MPEG estimou que a primeira edição do MMT chegará ao Final Draft International Standard (FDIS) em novembro de 2013.
Em 30 de maio de 2013, a NHK começou a mostrar equipamentos de teste baseados em MMT no NHK Science & Technology Research Laboratories Open House 2013.

## Agenda
O calendário para a conclusão da primeira versão do padrão MMT no processo de padronização MPEG:
- Outubro de 2010: Chamada para Propostas
- Março de 2011: Rascunho de trabalho
- Julho de 2012: Projeto de comissão
- Janeiro de 2013: Projeto do 2º Comitê[9]
- Abril de 2013: Projecto de Norma Internacional[10]
- Novembro de 2013: Rascunho Final da Norma Internacional
- Maio de 2014: Norma Internacional publicada[11]

## Destaques
O MPEG MMT sucede o MPEG-2 TS como solução de transporte de mídia para transmissão e distribuição de conteúdo de rede IP, com o objetivo de atender a novas aplicações como UHDTV, segunda tela, ... , etc., com suporte total a HTML5 e simplificação de empacotamento e sincronização com um transporte baseado em IP puro. Possui as seguintes inovações tecnológicas:
- Convergência de transporte IP e apresentação HTML 5
- Multiplexação de vários componentes de streaming de diferentes fontes
- Simplificação da pilha TS e fácil conversão entre formato de arquivo de armazenamento e formato de streaming
- Suporte a vários dispositivos e entrega híbrida
- Recursos avançados de engenharia QoS/QoE

## Soluções e demonstrações
- Solução de streaming de vídeo True Realtime (TR) baseada em SKT MMT (outubro de 2014)

A SK Telecom (operadora de telefonia móvel líder na Coreia) e a Samsung desenvolveram e testaram seu sistema True Real-Time Mobile Streaming baseado no padrão emergente MPEG MMT na rede LTE comercial da SKT com a plataforma de streaming de vídeo Btv. Os resultados mostraram uma redução de latência de 80%, o que melhoraria significativamente a experiência do usuário na transmissão de conteúdo ao vivo. As atuais tecnologias de streaming de vídeo móvel geralmente sofrem até 15 segundos de latência, mas a implementação do MMT reduziu isso para 3 segundos. A SK Telecom disse que se esforçará mais para fortalecer a qualidade do serviço de sua rede móvel desenvolvendo tecnologias inovadoras e avançadas com o objetivo de disponibilizá-las comercialmente no ano que vem.
- Technicolor-Sinclair Demo (outubro de 2014)

O Sinclair Broadcast Group e a Technicolor entregaram com sucesso a plataforma de teste ATSC 3.0 4K UHD. A plataforma Technicolor, baseada em padrões abertos de áudio, vídeo e transporte, incluindo HEVC escalável (SHVC), áudio MPEG-H e transporte MPEG-MMT, foi integrada ao sistema experimental de transmissão OFDM da Sinclair em Baltimore, Maryland. O impacto dessa implantação é que as emissoras poderão fornecer conteúdo da mais alta qualidade, incluindo transmissão 4K UHD, em transmissão simultânea para consumidores em casa e em trânsito.
- Demonstração do sistema NHK MMT UHD (maio de 2014)

No Japão, os serviços de teste do Super Hi-Vision estão planejados para começar em 2016, e os serviços comerciais estão planejados para começar em 2020. A NHK estudou o MPEG Media Transport (MMT) como o protocolo de transporte para a próxima geração de sistemas de transmissão uma vez que permite a entrega híbrida usando redes de transmissão e banda larga. Eles demonstraram a transmissão 8K Super Hi-Vision baseada em MMT em sua exposição aberta.
- Aplicativo de amostra Android libatsc3 com reprodução MMT MFU (janeiro de 2020)

libatsc3 fornece uma biblioteca de código aberto ATSC 3.0 NGBP - Ferramentas para analisar e decodificar padrões suportados por STLTP, LMT, LLS, SLS e NextGen. Em janeiro de 2020, a libatsc3 lançou um aplicativo de amostra Android de base que fornecia reprodução PCAP de ROUTE/DASH e implementou o primeiro player MMT de código aberto do mundo com desencapsulamento MFU (Media Fragmentation Unit). Ao usar a MFU para decodificação da essência da mídia (por exemplo, amostras únicas são enviadas ao decodificador de mídia), em vez da MPU (Unidade de Apresentação de Mídia) tradicional do ISOBMFF e DASH, a implementação básica do NGBP pode fornecer reprodução de mídia robusta, independentemente da perda de DU (unidade de dados) empacotada, perda transitória de MFU ou perda sustentada de MPU.
A recuperação rápida e a durabilidade do desencapsulamento também são permitidas pela implementação da desempacotização fora de ordem usando a dica MMTHSample no início de cada amostra de mídia, fornecendo o número da amostra, o comprimento da unidade de dados e o deslocamento. Outras implementações baseadas em ISOBMFF com MOOF e caixa TRUN fornecem apenas uma emissão de comprimento de amostra e duração MPU, representando um alto risco de perda total de GOP desproporcional ao tamanho do MDAT (por exemplo, 1 KB de perda de pacote ALC pode resultar na perda de até ~1 MB ou mais da essência). O libatsc3 foi projetado para ser robusto e durável em emissões IP-multicast ATSC 3.0 inerentemente com perdas, incluindo recepção móvel, para demonstrar o potencial do NextGen em todos os dispositivos e plataformas. Mais informações em Visão geral do libatsc3.
- Plugin MMT ExoPlayer libatsc3 com desempacotamento de MFU e suporte ao modo fora de ordem (fevereiro de 2021)

Expandindo o conceito de prova de conceito do libatsc3 para Android, a ONEMedia 3.0 e a ngbp.org desenvolveram um plugin ExoPlayer para MMT, incluindo suporte para desempacotamento de MFU e suporte ao modo fora de ordem.